# 中國太上皇列表
此列表列舉了中國歷代太上皇的資料。

## 列表
| 政權             | 姓名          | 繼任或在位皇帝      | 關係        | 任期                   | 受尊原因 | 結果 |
| ---------------- | ------------- | ------------------- | ----------- | ---------------------- | --- | --- |
| 秦               | 莊襄王 子楚   | 始皇帝 嬴政         | 父 ↓ 子     | 前221年追尊            | 秦滅六國後，秦王政自稱皇帝，尊其父莊襄王為太上皇 | 追尊 |
| 漢               | 劉太公        | 高祖 劉邦           | 父 ↓ 子     | 前201年－前197年 共4年 | 有人告太公以「天無二日」，太公不能接受皇帝的朝拜，高祖因此特別尊其為太上皇。 | 前197年在櫟陽宮去世 |
| 东汉时代勃海变民 | 蓋登          |                     |             | 165年                  | 以迷信聚众，自称太上皇帝。 | 被汉军所杀 |
| 东汉时代沛国变民 | 戴異          |                     |             | 166年                  | 与广陵人龙尚等造作符书，自称太上皇。 | 不久被杀 |
| 东汉时代广陵变民 | 龙尚          |                     |             | 166年                  | 与沛国人戴异等造作符书，自称太上皇。 | 不久被杀 |
| 西晋             | 惠帝 司馬衷   | 司马伦              | 姪孫 ↓ 叔祖 | 301年 共3月            | 八王之乱起，趙王司馬倫控制政府後更篡位自立，惠帝被尊為太上皇，時年43歲。司馬倫為惠帝的叔祖父。 | 同年，司馬倫敗死，惠帝復位 |
| 后凉             | 太祖 呂光     | 隱王 呂紹           | 父 ↓ 子     | 399年 共數日           | 後涼王呂光病重後，似為避免諸子爭位，故先傳位予嫡子呂紹，自为太上皇帝，時年63歲。 | 傳位後同年不久即去世，後來呂紹庶兄呂纂仍反，呂紹因此自殺 |
| 南燕时代泰山变民 | ？            | 王始                | 父 ↓ 子     | 403年 共1月            | 王始在泰山郡聚众数万人起事，自称太平皇帝，尊父亲为太上皇。 | 起事一月后，南燕桂林王慕容镇派兵讨伐并擒获了王始，将其处斩。临刑前，王始称“太上皇蒙尘在外”，下落不明。 |
| 北魏             | 獻文帝 拓跋弘 | 孝文帝 元宏         | 父 ↓ 子     | 471年－476年 共5年     | 獻文帝喜愛黃老、玄学思想，對富貴非常淡泊，因此禪位於太子拓跋宏，自为太上皇帝，獻文帝時年18歲 | 傳位當時拓跋宏只是5歲儿童，故政事仍決於獻文帝，群臣尊为“太上皇帝”以区别于不治理天下的太上皇。476年，馮太后為報復情夫被獻文帝所殺之仇，派人暗殺獻文帝                                                         |
| 北齐             | 武成帝 高湛   | 高緯                | 父 ↓ 子     | 565年－568年 共3年     | 臣屬祖珽、和士開欲施恩於太子高緯母子以求長久富貴，遂以追求尊貴為由慫恿武成帝傳位給太子，自为太上皇帝，武成帝時年29歲                                                                                         | 傳位當時太子高緯仍是9歲兒童，故政事仍決於武成帝，直到568年武成帝去世為止 |
| 北齐             | 高緯          | 高恆                | 父 ↓ 子     | 577年 共24日           | 北周大舉進攻，北齊滅亡在即，577年，後主傳位予太子高恆，自任太上皇帝，時年21歲 | 傳位後20日，命幼主高恆再傳位予任城王高湝，後主被尊為「无上皇」；詔書尚未送達高湝，4日後，高緯已被北周軍所擒，北齊亡                                                                                          |
| 北周             | 宣帝 宇文贇   | 靜帝 宇文闡         | 父 ↓ 子     | 579年－580年 共1年     | 宣帝縱情聲色，驕傲自矜，因此傳位於太子宇文闡，自稱「天元皇帝」，時年21歲 | 傳位當時太子宇文闡尚是7歲兒童，因此大權仍在宣帝之手，但之後仍然荒淫無道，不理政事，於傳位後次年去世 |
| 隋               | 煬帝 楊廣     | 恭帝 楊侑           | 祖 ↓ 孫     | 617年－618年 共4月     | 隋末大亂，李淵入長安，立煬帝之孫代王楊侑為帝，遙尊遠在江都的煬帝為太上皇，煬帝時年49歲 | 因遍地變亂，道路阻隔，實際上煬帝很可能不知道他被尊為太上皇，所以在江都還是以皇帝身分號令；618年，被宇文化及所殺。                                                                                            |
| 唐               | 高祖 李渊     | 太宗 李世民         | 父 ↓ 子     | 626年－635年 共9年     | 玄武门之变後，高祖失勢，不得已傳位，为太上皇，時年61歲 | 傳位之後即不接觸政事，於635年去世 |
| 武周             | 武则天        | 唐中宗 李显         | 母 ↓ 子     | 705年 共10月           | 正史唯一承認的神龙革命后，武则天失勢，不得已传位为太上皇，時年82歲，唐中宗和群臣尊她为“则天大圣皇帝”。 | 神龙革命前即疾病缠身，传位当年（705年）十一月在上阳宫仙居殿去世。 |
| 唐               | 睿宗 李旦     | 玄宗 李隆基         | 父 ↓ 子     | 712年－716年 共4年     | 太子李隆基與太平公主對立，睿宗本來也無心帝位，故傳位，为太上皇帝，時年51歲 | 一開始還掌握部分決策權力，713年，玄宗在政爭中鏟除太平公主勢力後，睿宗之權完全釋出，716年去世 |
| 唐               | 李敬          | 玄宗 李隆基         | 祖先 ↓ 後代 | 743年3月追尊           | 天寶二年，唐玄宗為祭祀玄元廟（老子之廟）而追尊 | 追尊 |
| 唐               | 玄宗 李隆基   | 肅宗 李亨           | 父 ↓ 子     | 756年－762年 共6年     | 安史之亂，玄宗與皇室成員一同西逃，馬嵬驛賜死杨贵妃後，玄宗逃向四川，太子李亨奔靈武（今寧夏靈武），並於該地即位，是為肅宗，尊玄宗為上皇天帝，將已失人心的玄宗權力基礎架空，玄宗時年72歲                       | 玄宗只能追認肅宗的即位，還都長安後，於762年去世 |
| 燕               | 光烈帝 安祿山 | 晋剌王 安慶緒       | 父 ↓ 子     | 757年 共數日           | 安祿山為其子安慶緒所殺後，並未公佈其死訊，只稱傳位於安慶緒，尊安祿山為太上皇，時年54歲 | 次年安慶緒旋為史思明所弒 |
| 唐               | 順宗 李誦     | 憲宗 李純           | 父 ↓ 子     | 805年－806年 共4月     | 即位後積極改革時弊，惟因侵害宦官利益，不久又中風，因此被宦官所逼，讓位於太子李純，为太上皇，時年45歲 | 傳位後次年病逝，一說為宦官所殺 |
| 唐               | 昭宗 李曄     | 李𥙿                | 父 ↓ 子     | 900年－901年 共2月     | 李曄從流亡華州（今陝西華縣）返回長安後，個性大變，喜怒無常，宦官劉季述、王仲先等為求自保，故擁立太子李𥙿，李曄被幽禁並尊為太上皇，時年34歲                                                                   | 901年，孫德昭等人殺劉季述、王仲先等，迎昭宗復位，李裕被改封為德王 |
| 闽               | ？            | 卓俨明              | 父 ↓ 子     | 945年 共3个月          | 后晋开运二年（945年）三月，在福州被拥立为帝的卓俨明从莆田迎接其父，尊为太上皇。時年不详 | 当年五月，大将李仁達杀卓俨明及其父 |
| 宋               | 徽宗 趙佶     | 欽宗 趙桓 高宗 趙構 | 父 ↓ 子     | 1126年－1135年 共9年   | 1125年，金滅遼後南侵，徽宗為息金國之兵，下詔傳位太子趙桓，被尊為教主道君皇帝，其時為十二月二十四日，已合陽曆1126年，5日後再被尊為教主道君太上皇帝，徽宗時年44歲                                              | 傳位後一度後悔，金兵第一次南下時，避往江南，謠傳將復辟，後回汴京；1127年金兵二度南下攻陷汴京，徽宗被金國廢為庶人並擄往北方，是為靖康之變，不過徽宗還是繼續被逃亡江南的另一子高宗趙構遙尊為太上皇直到去世為止 |
| 宋               | 高宗 趙構     | 赵旉                | 父 ↓ 子     | 1129年 共1个月         | 1129年三月，苗傅、刘正彦发动兵变，诛杀佞臣、宦官，逼迫高宗传位予年仅三岁的太子赵旉，被尊为睿圣仁孝皇帝，被软禁于显忠寺，隆祐太后垂帘听政，改元明受，高宗时年22岁                                             | 四月，隆祐太后与宰相朱胜非联络各地将领进京勤王，苗、刘迫于形势，拥立高宗复位，恢复建炎年号，未几，兵败被杀；七月，太子赵旉夭亡                                                                               |
| 宋               | 高宗 趙構     | 孝宗 趙昚           | 養父 ↓ 養子 | 1162年－1187年 共25年  | 高宗一生波折起伏，身繫宋朝皇室唯一血脈30餘年，在位許久已厭倦政事，收養的皇子趙眘年紀已大，故傳位，为太上皇帝，時年56歲                                                                                       | 高宗退位後，還是有一定的權力，加以繼位的孝宗相當孝順，高宗在世的期間二人關係和睦，1187年，高宗去世 |
| 宋               | 孝宗 趙昚     | 光宗 趙惇           | 父 ↓ 子     | 1189年－1194年 共5年   | 高宗去世後，孝宗亦倦於政事，故傳位予太子趙惇，尊为寿皇圣帝，時年63歲 | 即位的光宗與孝宗不和，一直不去探望孝宗，1194年，孝宗去世 |
| 宋               | 光宗 趙惇     | 寧宗 趙擴           | 父 ↓ 子     | 1194年－1200年 共6年   | 光宗與孝宗不和，又受到李皇后的影響，長期不去探望孝宗，一直到病重去世及喪禮都是這樣，因此孝宗喪禮後不久，在太皇太后的授意下，趙汝愚及韓侂冑迎立光宗之子嘉王趙擴，並逼迫光宗退位，尊其為太上皇帝，光宗時年48歲 | 1200年，光宗去世 |
| 西遼             | 耶律直魯古    | 屈出律              | 岳父 ↓ 女婿 | 1211年－1213年 共2年   | 屈出律是乃蛮塔陽汗之子，乃蠻為成吉思汗所滅，屈出律逃至西遼，西遼帝耶律直魯古將公主嫁給他，但屈出律卻叛直魯古，發兵擒之，奉其為太上皇                                                                         | 屈出律奉直魯古為太上皇，直到直魯古1213年去世 |
| 西夏             | 神宗 李遵頊   | 獻宗 李德旺         | 父 ↓ 子     | 1224年－1226年 共2年   | 神宗自號上皇，傳子李德旺，時年62歲 | 1226年，神宗去世 |
| 明               | 英宗 朱祁鎮   | 景帝 朱祁鈺         | 兄 ↓ 弟     | 1449年－1457年 共8年   | 1449年土木之变，英宗為瓦剌所俘，同年郕王朱祁鈺即帝位，是為代宗（景帝），英宗被遙尊為太上皇帝，時年23歲 | 1450年，英宗為瓦剌送回，被景泰帝幽禁於南宮；1457年，景泰帝病重不能临朝之际，被石亨、徐有貞、曹吉祥等人擁護復辟，史稱夺门之变。景泰帝被废为郕王，同年薨，谥号“戾”。                                           |
| 清               | 高宗 弘曆     | 仁宗 顒琰           | 父 ↓ 子     | 1796年－1799年 共3年   | 為了不超過祖父聖祖康熙帝在位61年的紀錄故傳位予太子顒琰，尊为太上皇帝，時年85歲 | 傳位後仍掌握實權，甚至在宫内仍用乾隆年号直到1799年去世 |